# Xian de Yarkand
Cette page contient des caractères spéciaux ou non latins. S’ils s’affichent mal (▯, ?, etc.), consultez la page d’aide Unicode.
Pour les articles homonymes, voir Yarkand (homonymie).
Le xian de Yarkand (莎车县, shāchē xiàn ; ouïghour : يەكەن ناھىيىسى / Yeken Nahiyisi) est un district administratif de la région autonome du Xinjiang en Chine. Il est placé sous la juridiction de la préfecture de Kachgar. Son chef-lieu est la ville-oasis de Yarkand, située entre Kachgar (Kashi) et Khotan (Hetian) sur la branche de la Route de la soie qui contournait le désert du Taklamakan par le sud.
Elle était la capitale du Khanat de Yarkand (1514 — 1705).

## Démographie
La population du district était de 613 671 habitants en 1999.

## Patrimoine
- Le cimetière royal du Khanat de Yarkand
- La mosquée Altyn
- La Mosquée Shache Jamman
- Le mausolée d'Amannisa Khan
- Palais de Yarkand

## Galerie

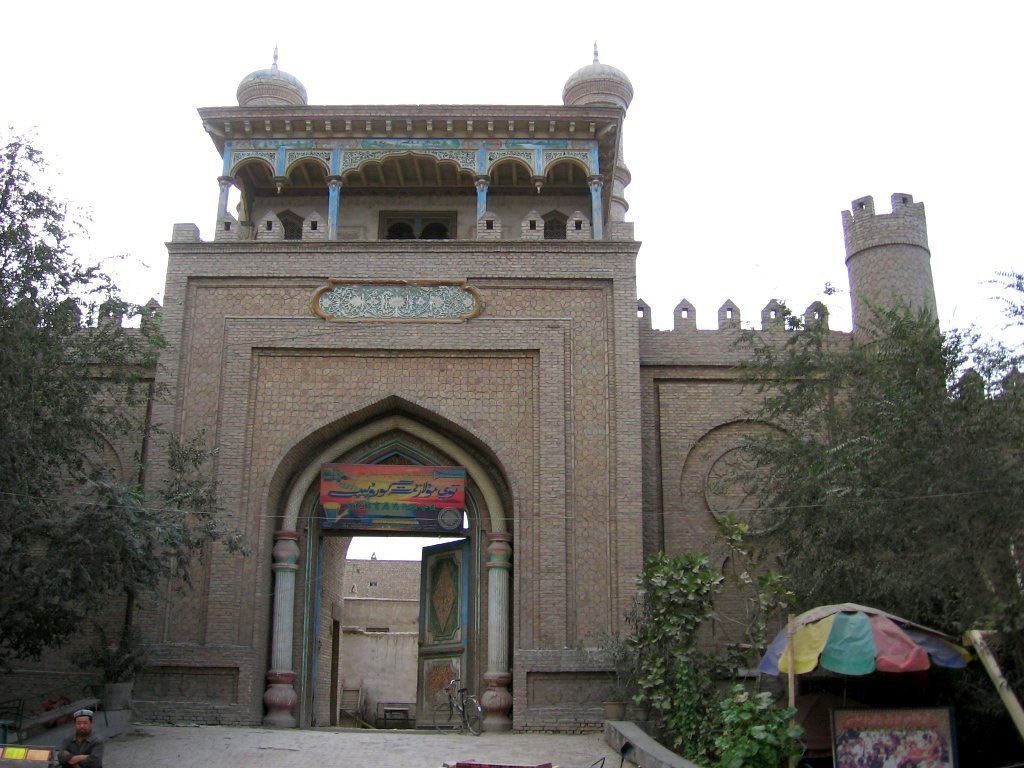
Porte de la cité antique
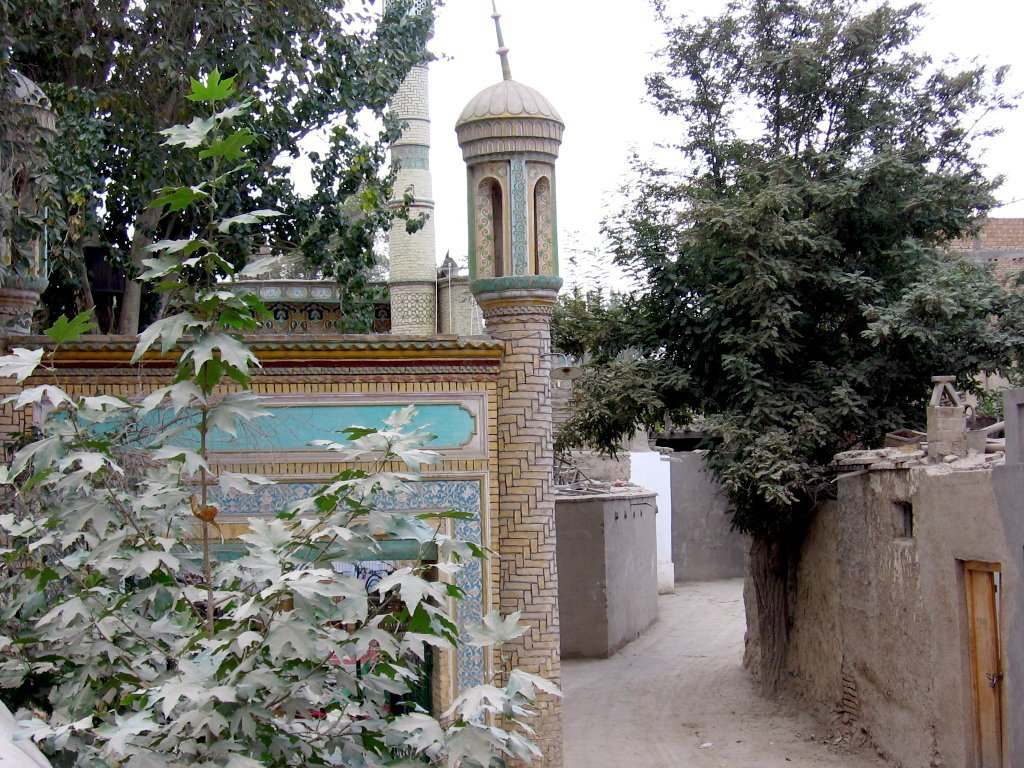
Rue à Yarkand
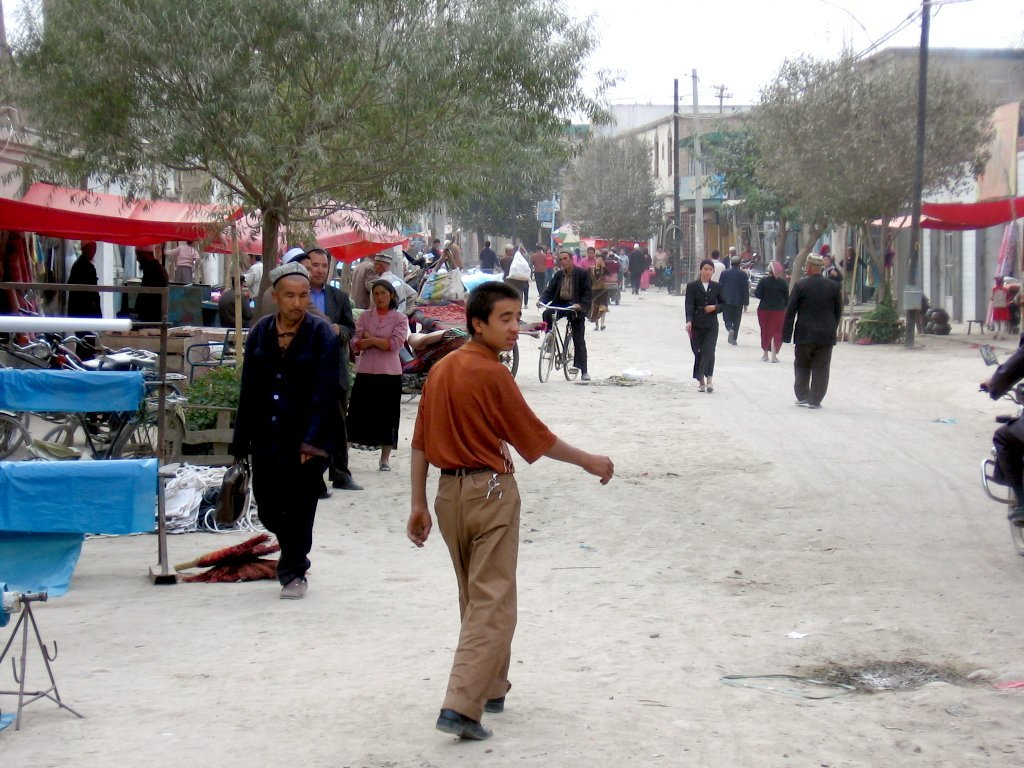
Scène de rue à Yarkand
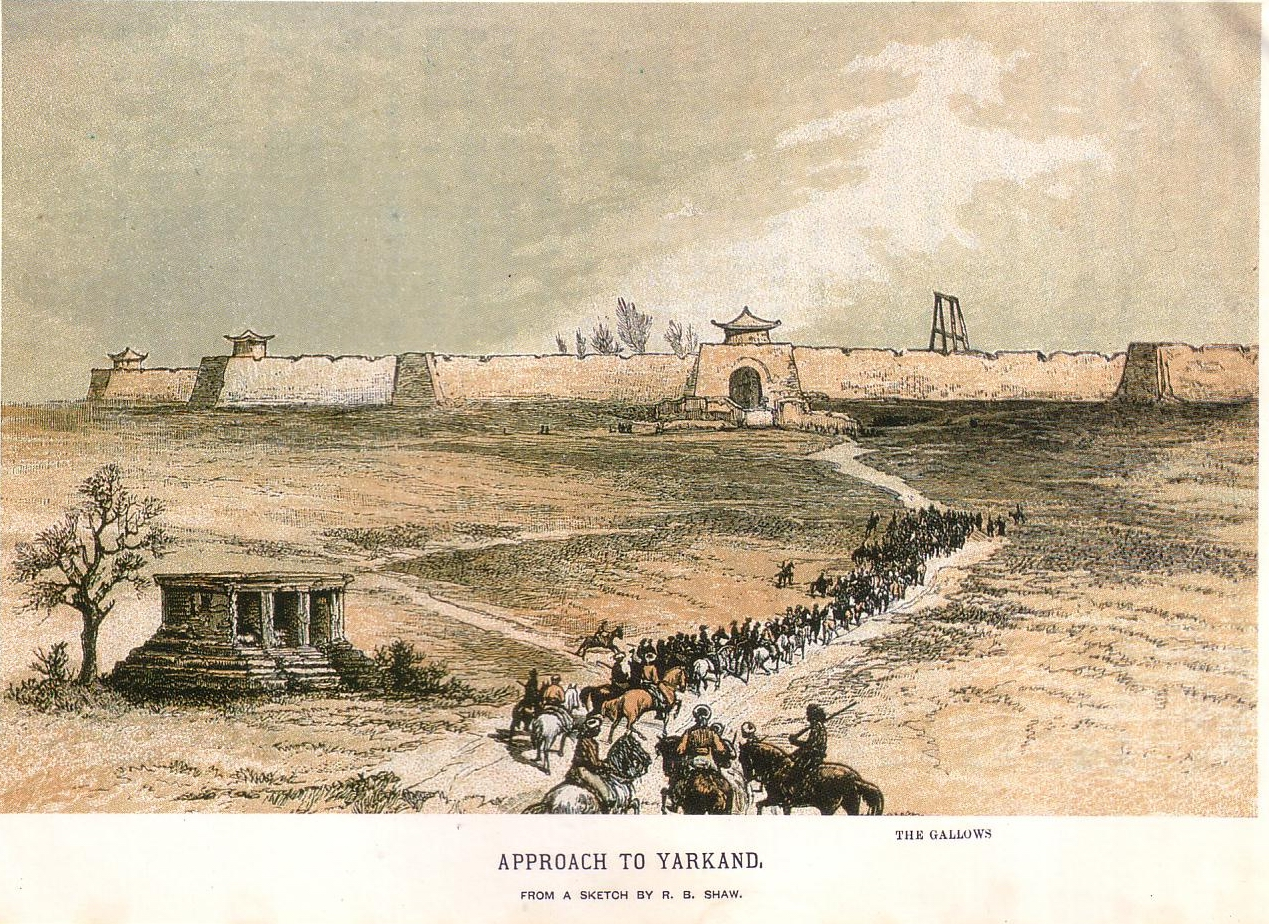
La ville de Yarkand en 1868